# The Raveonettes Sing…
The Raveonettes Sing… è il nono album in studio del duo indie rock danese The Raveonettes, pubblicato il 19 luglio 2024 da Cleopatra Records. Segna il primo album della band dal 2016 Atomized nel 2017. L'album contiene cover di alcune delle canzoni e degli artisti preferiti del gruppo, tra cui The Everly Brothers, The Shangri-Las, The Cramps, Buddy Holly, The Shirelles e The Velvet Underground. L'album è stato preceduto dai singoli Return of the Grievous Angel e All I Have to Do Is Dream. Una versione ampliata dell'album contiene due tracce bonus pubblicate in precedenza.

## Tracce

### Album originale
1. I Love How You Love Me (The Paris Sisters)
2. Goo Goo Muck (Ronnie Cook and the Gaylads, popularized by The Cramps)
3. The Girl on Death Row (Duane Eddy/Lee Hazlewood)
4. All I Have to Do Is Dream – 2:02 (The Everly Brothers)
5. Will You Still Love Me Tomorrow (The Shirelles)
6. Venus in Furs (The Velvet Underground)
7. Wishing (Buddy Holly)
8. Return of the Grievous Angel – 4:15 (Gram Parsons)
9. Shakin' All Over (Johnny Kidd & the Pirates, cover of Vince Taylor's version)
10. Leader of the Pack (The Shangri-Las)

### Bonus Track
1. The Kids Are Alright (The Who)
2. The End (The Doors)